# Mirledis Turro
Mirledis Turro es una deportista cubana que compitió en judo. Ganó una medalla de oro en los Juegos Panamericanos de 1995 y una medalla de oro en el Campeonato Panamericano de Judo de 1994.

## Palmarés internacional
| Juegos Panamericanos    | Juegos Panamericanos      | Juegos Panamericanos | Juegos Panamericanos |
| Año                     | Lugar                     | Medalla              | Categoría            |
| ----------------------- | ------------------------- | -------------------- | -------------------- |
| 1995                    | Mar del Plata (Argentina) | Medalla de oro       | –45 kg               |
| Campeonato Panamericano |                           |                      |                      |
| Año                     | Lugar                     | Medalla              | Categoría            |
| 1994                    | Santiago de Chile (Chile) | Medalla de oro       | –45 kg               |